# Walerij Bykowski

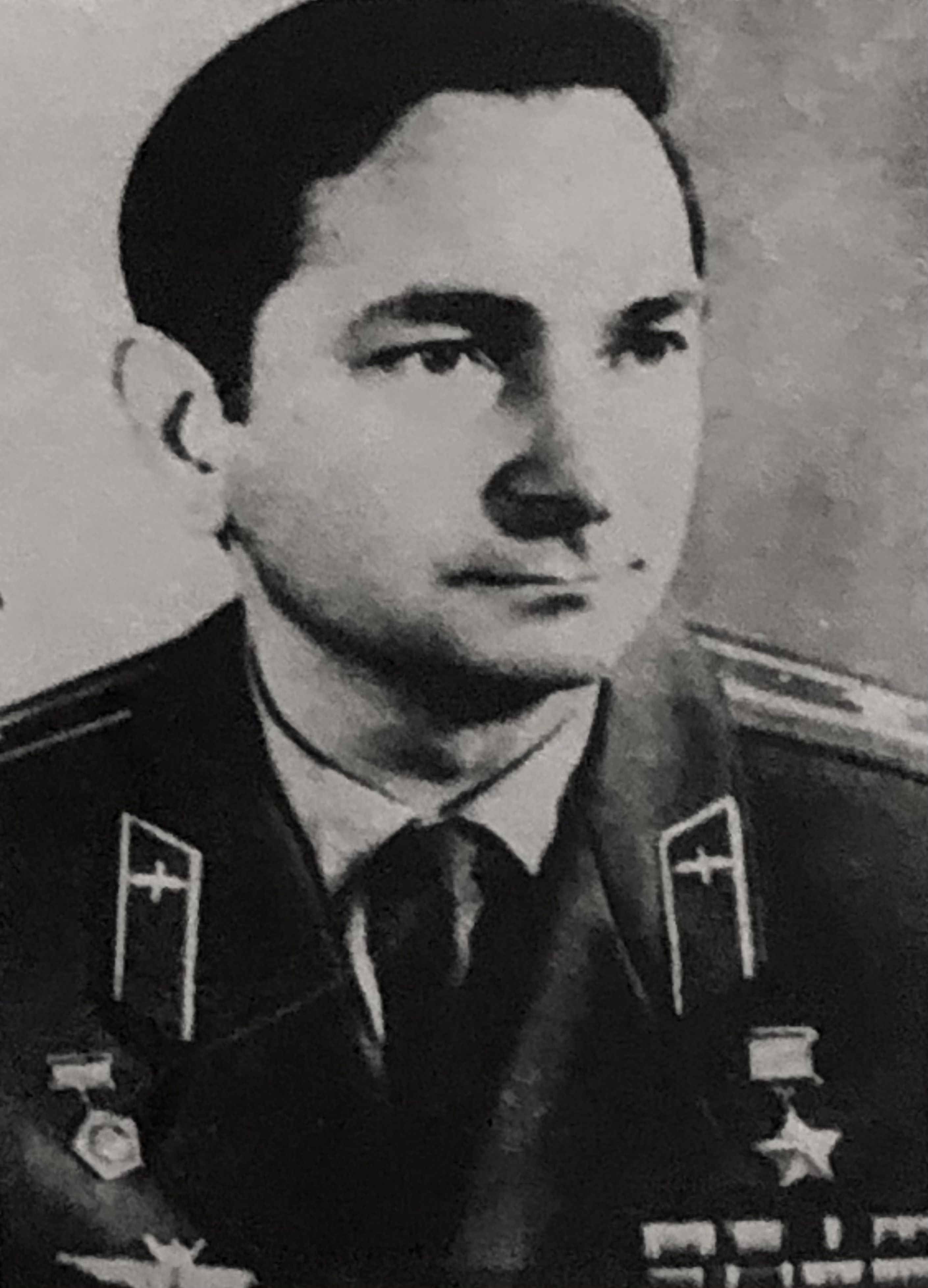
Walerij Bykowski (1934-2019)

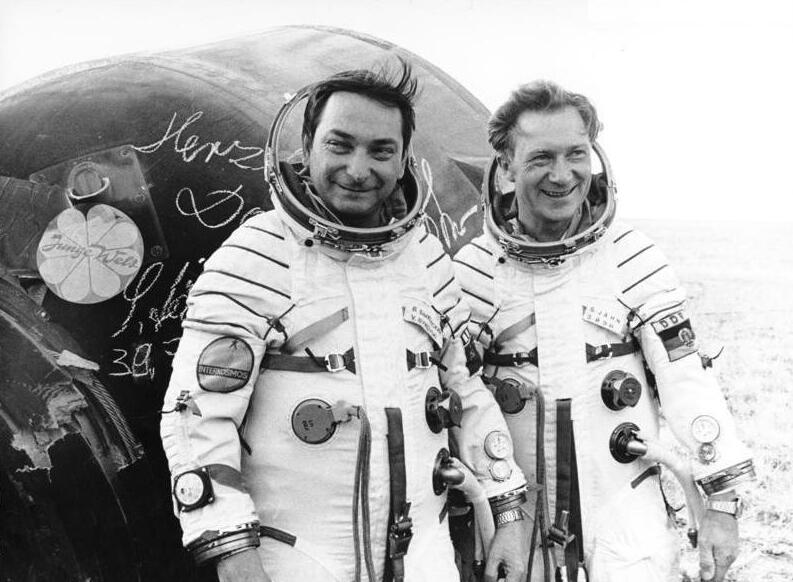
Bykowski i Sigmund Jähn (1978)

Walerij Fiodorowicz Bykowski (ros. Валерий Фёдорович Быковский; ur. 2 sierpnia 1934 w Pawłowskim Posadzie, zm. 27 marca 2019 w Gwiezdnym Miasteczku) – radziecki kosmonauta, Lotnik Kosmonauta ZSRR.

## Życiorys
W 1952 roku rozpoczął loty na samolotach w moskiewskim aeroklubie. W 1955 roku ukończył szkołę lotniczą, a w 1959 roku szkołę pilotów wojskowych, po której pełnił służbę jako pilot myśliwski oraz instruktor spadochronowy.
W 1960 roku trafił do pierwszej grupy radzieckich kosmonautów (WWS 1). W jej składzie znajdował się do 1982 roku.
Po powołaniu go do oddziału kosmonautów, ukończył studia na Akademii Lotniczej im. Żukowskiego (1968).

### Loty załogowe
Został dziewiątym człowiekiem w kosmosie i piątym radzieckim kosmonautą. Brał udział w trzech misjach kosmicznych:
- Wostok 5 (1963 rok)
- Sojuz 22

Po raz drugi Walerij Bykowski wystartował w kosmos 13 lat później. W 1976 roku był dowódcą dwuosobowej załogi Sojuza 22 (razem z Władimirem Aksjonowem). Kosmonauci fotografowali m.in. Ziemię przy użyciu multispektralnej kamery.
Na Ziemię wrócili po 7 dniach 21 godzinach 52 minutach i 17 sekundach.
- Sojuz 31

W 1978 roku wystartował w przestrzeń kosmiczną po raz trzeci – jako dowódca statku kosmicznego Sojuz 31. Był to lot w ramach programu Interkosmos do stacji kosmicznej Salut 6, a razem z Walerijem Bykowskim poleciał Sigmund Jähn z ówczesnej Niemieckiej Republiki Demokratycznej. Po wyprawie trwającej 7 dni 20 godzin 49 minut i 4 sekundy obaj wrócili na Ziemię na pokładzie Sojuza 29.

### Wykaz lotów
| Loty kosmiczne, w których uczestniczył Walerij F. Bykowski            | Loty kosmiczne, w których uczestniczył Walerij F. Bykowski | Loty kosmiczne, w których uczestniczył Walerij F. Bykowski | Loty kosmiczne, w których uczestniczył Walerij F. Bykowski | Loty kosmiczne, w których uczestniczył Walerij F. Bykowski | Loty kosmiczne, w których uczestniczył Walerij F. Bykowski | Loty kosmiczne, w których uczestniczył Walerij F. Bykowski |
| №                                                                     | Data startu                                                | Statek kosmiczny                                           | Data lądowania                                             | Statek kosmiczny                                           | Funkcja                                                    | Czas trwania                                               |
| --------------------------------------------------------------------- | ---------------------------------------------------------- | ---------------------------------------------------------- | ---------------------------------------------------------- | ---------------------------------------------------------- | ---------------------------------------------------------- | ---------------------------------------------------------- |
| 1                                                                     | 14 czerwca 1963                                            | Wostok 5                                                   | 19 czerwca 1963                                            | Wostok 5                                                   | Kosmonauta pilot                                           | 4 dni 23 godzin i 6 minut                                  |
| 2                                                                     | 15 września 1976                                           | Sojuz 22                                                   | 23 września 1976                                           | Sojuz 22                                                   | Dowódca                                                    | 7 dni 21 godzin 52 minut i 17 sekund                       |
| 3                                                                     | 26 sierpnia 1978                                           | Sojuz 31                                                   | 3 września 1978                                            | Sojuz 29                                                   | Dowódca                                                    | 7 dni 20 godzin 49 minuty 4 sekundy                        |
| Łączny czas spędzony w kosmosie – 20 dni 17 godzin 47 minut 21 sekund |                                                            |                                                            |                                                            |                                                            |                                                            |                                                            |

### Odznaczenia i nagrody
Wielokrotnie odznaczany i nagradzany. Otrzymał m.in.:
- „Złota Gwiazda” Bohatera Związku Radzieckiego (dwukrotnie)
- Order Lenina (trzykrotnie)
- Order Czerwonego Sztandaru Pracy
- Order Czerwonej Gwiazdy
- Order Karla Marksa (dwukrotnie)
- Order Krzyża Grunwaldu I klasy (uchwała Rady Państwa z 28 października 1963)
- Odznakę Braterstwa Broni

Został odznaczony złotym medalem „Za wybitne osiągnięcia” i honorowym dyplomem Aeroklubu Królewskiego w Szwecji.
Był honorowym obywatelem Sieradza (Polska), Kaługi (Rosja), Astany (Kazachstan), Burgasu i Warny (Bułgaria). Jego imię noszą ulice m.in. w miastach Pawłowskij Posad i Jakuck.
Stowarzyszenie Uczestników Lotów Kosmicznych (Association of Space Explorers) przyznało mu pośmiertnie Universal Astronaut Insignia za lot orbitalny (nr 9).

### Życie prywatne
Był synem Fiodora Fiodorowicza (1908–1981), pracownika kolei, później KGB i Klaudii (ur. 1909). Ożeniony z Walentyną z Suchowych (ur. 1938), miał dwóch synów Walerego (1963–1985, pilot sił transportowych, zginął w katastrofie lotniczej nad Złoczowem) i Sergieja (ur. 1965, pilot sił powietrznych). Zmarł 27 marca 2019 roku w Gwiezdnym Miasteczku pod Moskwą.